# Pseudogynoxys cordifolia
Pseudogynoxys cordifolia là một loài thực vật có hoa trong họ Cúc. Loài này được (Cass.) Cabrera miêu tả khoa học đầu tiên năm 1950.